# Stawieniec
Stawieniec – polana w Gorcach na południowym stoku Kudłonia (1276 m n.p.m.) w dolinie Kamienickiego Potoku. Dawniej była koszona i wypasana. Przed II wojną światową istniało tutaj wzorcowe gospodarstwo halne, w którym prowadzono doświadczalną hodowlę bydła. Jego zabudowania zostały zniszczone podczas wojennych działań w październiku 1944. Obecnie polana znajduje się na obszarze Gorczańskiego Parku Narodowego i stanowi obszar ochrony ścisłej. Pasterstwo zostało na niej zlikwidowane. Aby jednak nie dopuścić do jej zarośnięcia lasem (ze szkodą dla różnorodności biologicznej), jest ona przez park koszona.
Odosobniona i niewidoczna spoza Gorców polana stanowiła dobre schronienie dla partyzantów w czasie II wojny światowej. Mieli na niej swoje bazy żołnierze AK, a później partyzanci radzieccy
Na jej terenie znajduje się odbudowana tradycyjna gorczańska bacówka, oraz ruiny drugiej. Wewnątrz odbudowanej bacówki można zaobserwować część roboczą, w której znajduje się wyłożone płaskimi kamieniami palenisko, w którym warzono mleko na ser, a także stół i dwie ławy. Część mieszkalna posiada powałę z desek.
Z polany widoki na południową i wschodnią stronę; na Gorc, Przysłop, polanę Bieniowe i Jaworzynę Kamienicką. Przez środek polany prowadzi szlak turystyczny.
Stawieniec znajduje się na obszarze Gorczańskiego Parku Narodowego, w granicach wsi Lubomierz w województwie małopolskim, w powiecie limanowskim, w gminie Mszana Dolna.

## Szlaki turystyki pieszej
szlak pieszy: Rzeki – Trusiówka – Papieżówka – Stawieniec – Gorc Troszacki – skrzyżowanie szlaków pod Kudłoniem. Odległość 7,9 km, suma podejść 460 m, czas przejścia 3 godz. 15 min, z powrotem 2 godz. 5 min. Decyzją Gorczańskiego Parku Narodowego, od maja 2013 szlak czasowo zamknięty na odcinku dolina Kamienicy – Gorc Troszacki

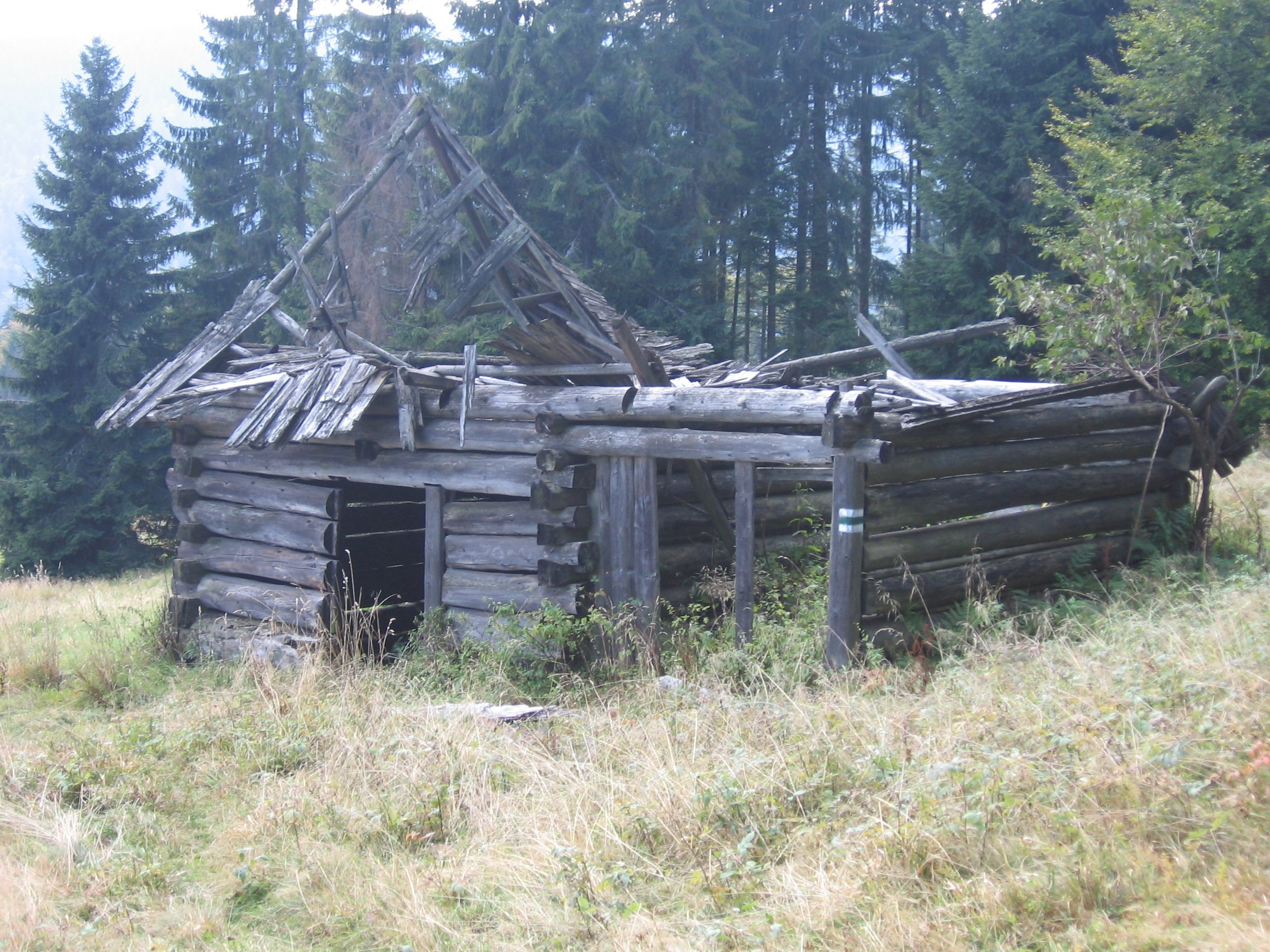
Ruiny bacówki na Stawieńcu
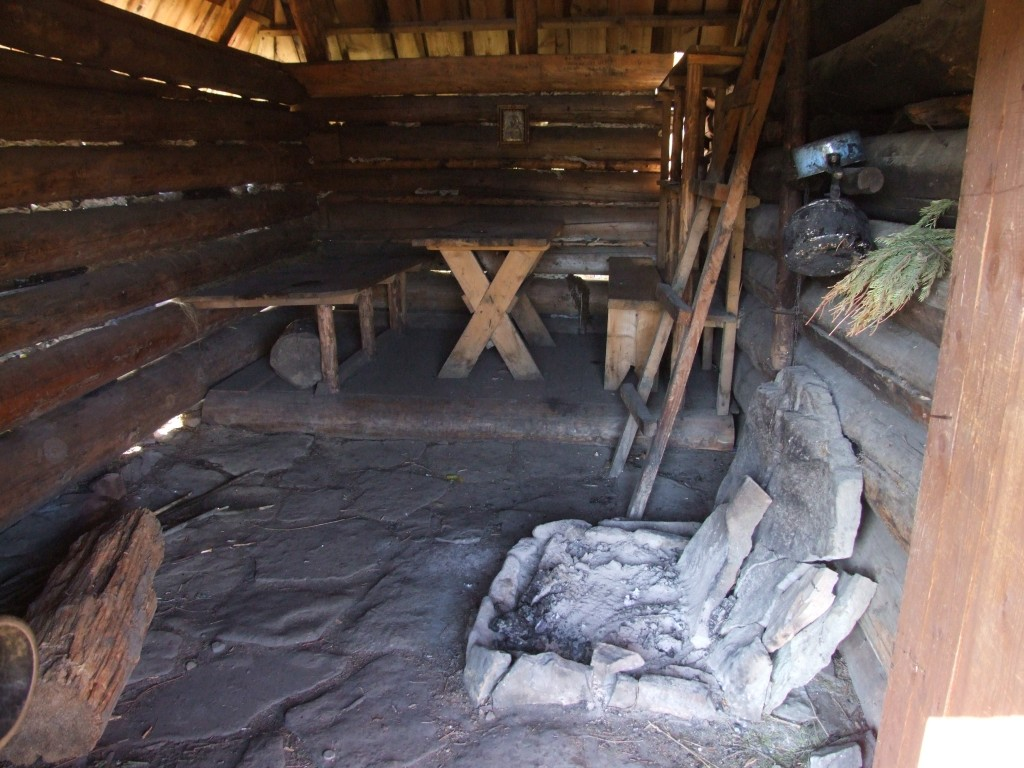
Wnętrze bacówki
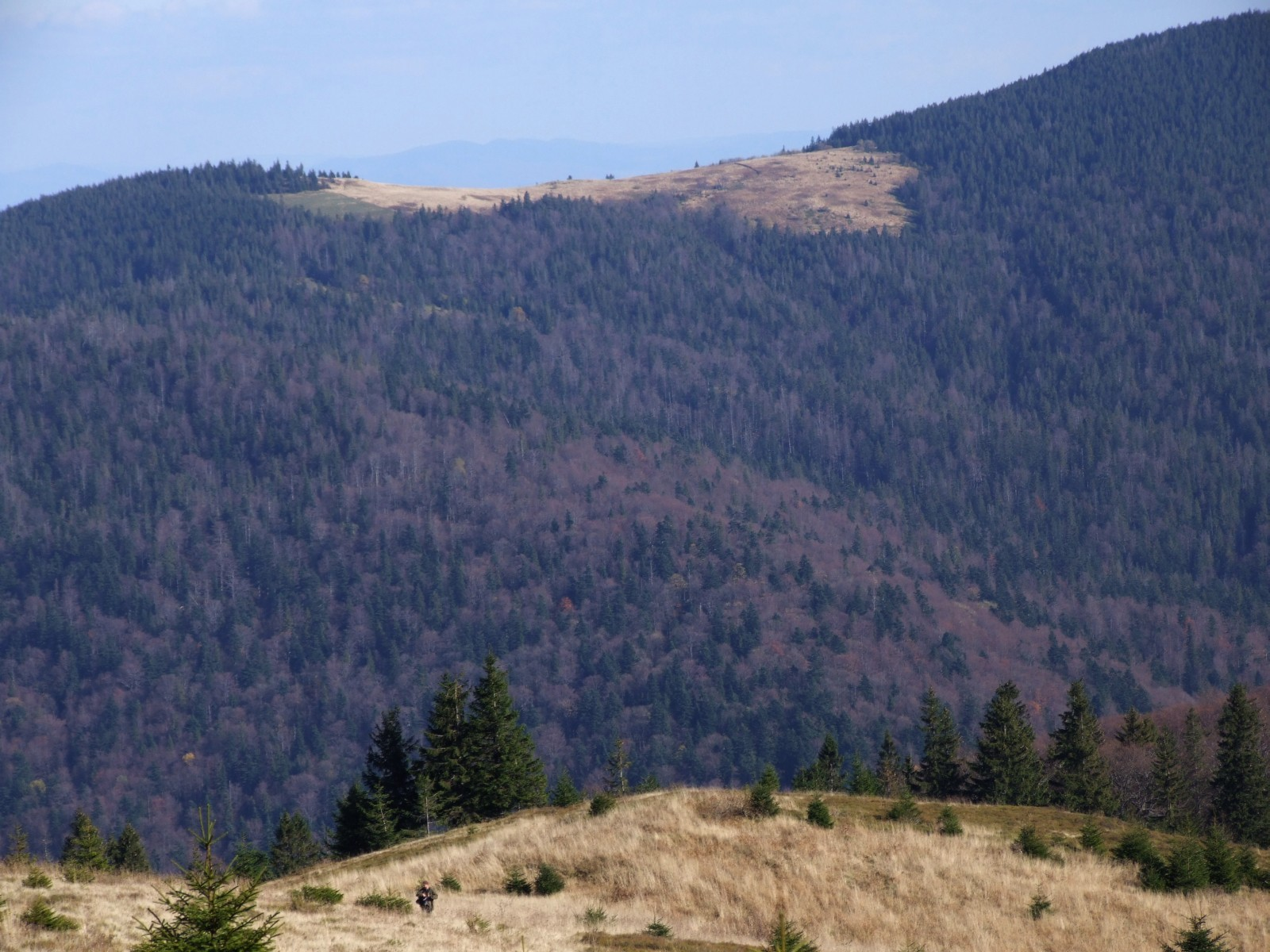
Widok ze Stawieńca na Gorc Kamienicki